# 파블로 바레라
파블로 에드손 바레라 아코스타(스페인어: Pablo Édson Barrera Acosta, 1987년 6월 21일 ~ )는 멕시코의 축구 선수로서, 포지션은 윙어 및 중앙 공격수이다. 현재 케레타로 FC 소속으로 활약하고 있다.

## 축구인 경력

### 선수 경력
멕시코의 UNAM에서 선수 생활을 시작한 바레라는 2005년 성인 무대에 데뷔하였다. 2007-08 시즌부터 주전으로 도약하여 활약하기 시작하였으며 이 활약을 바탕으로 국가대표팀에 발탁되기도 하였다. 2008년 7월에 당한 부상으로 6개월 간 결장하였으나 2009년 1월에 가진 복귀 경기에서 바로 골을 기록하며 건재함을 과시하였다.
2010년 7월 웨스트햄 유나이티드와 4년 계약을 체결하였다. 하지만 시즌 초반 기대에 못미치는 활약을 펼쳐 주전에서 밀려났고 웨스트 햄은 고전을 거듭하며 강등되기에 이르렀다.
2011-12 시즌 초반 하비에르 아기레 감독이 이끌던 사라고사의 러브콜을 받고 사라고사로 임대 이적하였다.